# Bestial Warlust
Bestial Warlust (v překladu bestiální válečný chtíč) byla australská death/black metalová kapela, která vznikla roku 1993 v Melbourne přejmenováním deathmetalové skupiny Corpse Molestation. Stala se jednou z prvních výraznějších blackmetalových australských kapel, inspirací byla skandinávská komba Mayhem, Darkthrone a další.
Stěžejní tematikou souboru byl satanismus a válka.
Člen kapely s přezdívkou K. K. Warslut založil v roce 1994 vlastní hudební projekt Deströyer 666.
Skupina Bestial Warlust zanikla v roce 1997.

## Diskografie
Dema
- Demo 1995 (1995)
- Satan's Fist (1996)

Studiová alba
- Vengeance War 'Till Death (1994)
- Blood & Valour (1995)